# 青島心 (モデル)
青島 心（あおしま こころ、1999年5月19日 - ）は、日本の女優、女性モデル。静岡県出身。東宝芸能所属。

## 略歴
2011年実施の「第7回東宝シンデレラオーディション」に応募し入賞は逃したが、事務所サイドから声がかかり、東宝芸能に所属することになる。
2015年、「第23回ピチレモン専属モデルオーディション」でグランプリを獲得し、モデルとしての活動を開始した。『ピチレモン』（学研プラス）は同年12月号をもって休刊となったが、12月に復刊された『ラブベリー』（徳間書店）に移籍。
2017年1月6日から放送のテレビドラマ『絶狼-ZERO- -DRAGON BLOOD-』（テレビ東京）で、初めてのドラマ出演ながらヒロイン役に起用された。
週刊誌『週刊プレイボーイ』（集英社）2017年1月23日号にて、2017年注目する8人「スゴカワ2017」として特集される。
2019年からはAmebaTV（現ABEMA）、2020年からは映画。2021年からはCM・MVなどに活躍の場を広げている。
2022年、特撮テレビドラマ『仮面ライダーギーツ』にツムリ役で出演。

## 人物
- 趣味はドラマ鑑賞で、プロ野球は阪神タイガースファン[1][14]。
- 特技は少林寺拳法[1][2][3]。小学4年生から習っており、黒帯の実力[2][3][15]。『ウラ仮面ライダー』にて元卓球部だったとコメントしている。
- 「目標とする女優」には、戸田恵梨香を挙げている[15]。
- 芸能界に興味はなかったが、母親が勝手にオーディションに応募してしまった。しかしファイナリストとなった時、自分からやりたいという人の大勢いる中にやりたくもない自分がいることに申し訳なさを感じ、気持ちを切り替え、頑張ることを決意した[16]。
- 静岡県立科学技術高等学校出身[17]。

## 出演

### テレビドラマ
- 絶狼-ZERO- -DRAGON BLOOD-（2017年1月6日 - 3月31日、テレビ東京） - ヒロイン・尋海アリス 役[5]
- 年下彼氏 第2話（2020年4月12日、朝日放送テレビ） - 花宮高校放送部部員 役[1]
- 私たちはどうかしている（2020年8月12日 - 9月30日、日本テレビ） - 長谷沙織 役[1]
- 文豪少年!〜ジャニーズJr.で名作を読み解いた〜 第10話（2021年5月23日、WOWOW）[1]
- アンラッキーガール! 第2話（2021年10月9日、日本テレビ） - 瞳 役[1]
- ドクターホワイト 第3話（2022年1月31日、フジテレビ） - ナース 役[1]
- 青野くんに触りたいから死にたい（2022年3月18日 - 5月20日、WOWOW）[1]
- 仮面ライダーギーツ（2022年9月4日 - 2023年8月27日、テレビ朝日） - ツムリ 役[11]
- Dr.チョコレート 第6話（2023年5月27日、日本テレビ） - 葉山えりか 役[18]
- セレブ男子は手に負えません 第7話・第9話（2024年3月3日・17日、朝日放送テレビ・テレビ朝日） - 彩華 役[19]
- くるり〜誰が私と恋をした?〜 第1話（2024年4月9日、TBS） - 田中 役[1]
- 相棒 season23 第10話（2025年1月8日、テレビ朝日） - 桐山塔子 役[20][21]

### ウェブドラマ
- あれほど逃げろと言ったのに… FILE 6「たこ焼きパーティー」（2019年9月16日、AbemaTV）[7]
- アリバイ崩し承ります特別編 時計屋探偵とお祖父さんのアリバイ 前編（2020年3月7日、AbemaTV）[1]
- ガンダムビルドリアル 第3話（2021年5月31日、バンダイチャンネル） - 石渡沙織 役[22]
- 仮面ライダーシリーズ（東映特撮ファンクラブ） - ツムリ 役
  - ギーツエクストラ
    - 仮面ライダーパンクジャック（2023年5月21日）[23]
    - 緊急特番 蔵出し!デザグラスペシャル（2023年10月8日）[24]
    - 仮面ライダーゲイザー（2024年4月7日）[25]

  - 仮面ライダーアウトサイダーズ ep.5・7（2024年5月12日・12月22日）[26][27]
- Re START -バカが大志を抱く時-（2024年3月8日 - 、BUMP） - ヒロイン・森芹奈 役[28]
- 星核ハンターホタル FIRE! 採石場の決戦（2024年6月28日、HoYoFair） - ココロ 役[29]
- 忍者戦隊カクレンジャー 第三部・中年奮闘編（2024年8月4日、東映特撮ファンクラブ） - スノウ / ユキオンナ 役[30]
- 他人未満-親愛なる疎ましい貴方-（2025年4月14日、UniReel）[31]

### 映画
- 魔女の宅急便（2014年3月1日、東映）[1]
- 放課後戦記（2018年4月7日、アイエス・フィールド）[32]
- 映像研には手を出すな!（2020年9月25日、東宝） - 部活動管理局長 役[1]
- 渇いた鉢（2022年12月10日、Vandalism） - 松村スミレ 役[33]
- 仮面ライダーシリーズ（東映） - ツムリ 役
  - 仮面ライダーギーツ×リバイス MOVIEバトルロワイヤル（2022年12月23日）[34]
  - 映画 仮面ライダーギーツ 4人のエースと黒狐（2023年7月28日）[35]
  - 仮面ライダー THE WINTER MOVIE ガッチャード&ギーツ 最強ケミー★ガッチャ大作戦（2023年12月22日）[36]
- 陰陽師0（2024年4月19日、ワーナー・ブラザース映画） - 帝の女宮 役
- 遺書、公開。（2025年1月31日、松竹） - 絹掛愛未 役[37][38]

### オリジナルビデオ
- 仮面ライダーシリーズ（東映） - ツムリ 役
  - てれびくん超バトルDVD 仮面ライダーギーツ どやさ!? 男だらけのデザイアグランプリ 王蛇はオレだー!!（2023年）
  - 仮面ライダーギーツ ジャマト・アウェイキング（2024年7月24日）[39]

### ウェブアニメ
- ギーツエクストラ ギーツあにめ あなざーぐらんぷり（2023年8月6日 - 2024年3月17日、東映特撮ファンクラブ） - ツムリ 役[40]

### バラエティ番組
- 牙狼〈GARO〉 金狼感謝祭2016生放送（2016年11月23日[41]、ファミリー劇場）
- アニメマシテ（2017年1月23日、テレビ東京）
- チャリダー★快汗!サイクルテクニック（NHK BS1）
  - 坂バカ部誕生！ヒルクライムに挑戦（2021年5月29日）※坂バカ部マネージャー就任。以降、未記載の回でもマネージャーとして準レギュラー出演有り（不定期出演）
  - 自転車女子養成スクール（2021年11月6日）※後の広報委員会メンバーと初共演
  - 坂バカ部 第3戦 箱根の激坂レースに挑む!（2022年1月8日）
  - 全員集合！大運動会（2022年4月9日）※広報委員会の前身、宣伝委員会のメンバーとして出演
  - 広報委員会 ロングライド初体験 IN 島根（2022年5月14日）※チャリダー★広報委員会に昇格。以降、未記載の回でも広報委員会として準レギュラー出演有り（不定期出演）
- 森日菜美と青島心の東映特撮ヒロイン旅（2023年7月9日、東映特撮ファンクラブ）[42]

### イベント
- 金狼感謝祭2016（2016年11月23日）[43]
- 「絶狼＜ZERO＞-DRAGON BLOOD-」放送記念イベント（2017年1月6日、新宿ロフトプラスワン）[44]
- 静岡市美術館10周年記念イベント「しずびショートムービー」イメージモデル[45][46]
- 青島心香港見面會（2024年12月8日、香港）

### ミュージックビデオ
- 桑田佳祐 & The Pin Boys「悲しきプロボウラー」（2020年2月12日発売）[47]
- IZUMI SAKI「誓いのうた」（2021年2月17日配信）[10]
- リュックと添い寝ごはん「恋をして」（2023年11月15日配信）

### CM
- AIG損害保険 - ＃TackleTheRisk（2017年）[48]
- SBSマイホームセンター（2021年）[49][50]
- アイリスオーヤマ - アイリスの天然水（2021年）[9]

### ゲーム
- 仮面ライダーバトル ガンバライジング（2022年、アーケード） - ツムリ 役[51]

### 玩具
- 仮面ライダーギーツ DXスパイダーフォン（2022年10月29日、玩具ボイス）
- 仮面ライダーギーツ DXギーツワンネスサウンドコアID（2023年11月29日、玩具ボイス）
- 仮面ライダーギーツ DX仮面ライダーギーツサウンドコアID (英寿&ツムリver.) + 仮面ライダーコアIDセット03（2024年8月、玩具ボイス）
- 仮面ライダーギーツ PREMIUM DXブーストマークIXレイズバックル（2024年10月、玩具ボイス）
- 仮面ライダーギーツ PREMIUM DXマグナムシューター40X（2024年11月、玩具ボイス）
- 仮面ライダーギーツ PREMIUM DXメモリアルブジンソードレイズバックル（2025年1月、玩具ボイス）

## 書籍

### 雑誌
- ピチレモン（2015年7月号 - 12月号、学研プラス） - 専属モデル[52]
- LOVE berry（2016年1月 - 2017年7月、徳間書店） - モデル[53]

### デジタル写真集
- 純潔（2022年10月3日、集英社、週プレ PHOTO BOOK）[54]
- 青島心 WHITE graph デジタル写真集（2022年12月8日、講談社）[55]
- 祝日（2023年5月8日、集英社、週プレ PHOTO BOOK）[56]

## 作品

### キャラクターソング
| 発売日        | 商品名                       | 歌               | 楽曲                           | 備考                                                             |
| ------------- | ---------------------------- | ---------------- | ------------------------------ | ---------------------------------------------------------------- |
| 2023年9月20日 | 仮面ライダーギーツ SONG BEST | ツムリ（青島心） | 「デザイア神殿で会いましょう」 | 特撮テレビドラマ『仮面ライダーギーツ』関連曲                     |
| 2024年3月8日  | CREATORs                     | PRAYERs          | 「CREATORs」                   | Vシネクスト『仮面ライダーギーツ ジャマト・アウェイキング』挿入歌 |

### ユニットメンバー
1. ↑  浮世英寿（簡秀吉）、桜井景和（佐藤瑠雅）、鞍馬祢音（星乃夢奈）、吾妻道長（杢代和人）、ツムリ（青島心）